# Mesjid (Batee)
Mesjid is een bestuurslaag in het regentschap Pidie van de provincie Atjeh, Indonesië. Mesjid telt 477 inwoners (volkstelling 2010).